# Beata Bublewicz
Beata Maria Bublewicz (Olsztyn; 26 de Fevereiro de 1975 —) é um político da Polónia. Ela foi eleito para a Sejm em 25 de Setembro de 2005 com 5198 votos em 35 no distrito de Olsztyn, candidato pelas listas do partido Platforma Obywatelska.